# Sending Me Roses
Sending Me Roses is de derde single van de Nederlandse popzangeres Do van haar tweede album, Follow Me. Het werd in 2006 alleen als download uitgebracht.

## Video
De video is opgenomen in Bonaire. Het is het vervolgverhaal van Beautiful Thing, waarin Do Thing bezong hoe goed de liefde is. In Sending Me Roses lijkt ze daar overheen te zijn en bezingt ze dat ze ziek is van de spelletjes die haar minnaar speelt en er niet meer tegen kan.